# Carlos Emilio de Brandeburgo
Carlos Emilio de Brandeburgo (en alemán: Karl Emil von Brandenburg; Berlín, 16 de febrero de 1655 - Estrasburgo, 7 de diciembre de 1674) fue un príncipe prusiano, el segundo hijo varón y heredero del Elector Federico Guillermo I de Brandeburgo y su esposa Luisa Enriqueta de Nassau-Orange.

## Biografía
Carlos Emilio fue el segundo hijo varón del Elector Federico Guillermo I de Brandeburgo y su esposa Luisa Enriqueta de Nassau-Orange. Después de que el primer hijo, Guillermo Enrique, falleciera cuando tenía dos años y la electora tuviera que soportar una serie de embarazos desafortunados y finalmente nació Carlos Emilio, el tan esperado heredero al trono.
El príncipe se convirtió en un regalo para su padre en todos los aspectos, no solo en términos de sucesión al trono, sino que casi se convirtió en su imagen. Esto no solo era por su apariencia, Carlos Emilio era fuerte y bien formado, sino aún más para el carácter temperamental y de mal genio y la tendencia pronunciada a expresarse como un hombre: el ejército y la caza eran la máxima prioridad. El medio más eficaz de los educadores para domarlo era quitarle la espada al príncipe durante unos días.
En 1670, Carlos Emilio se convirtió en Coronel del regimiento Radziwiłł. En 1674, el ejército de Brandeburgo partió hacia Alsacia para participar en la guerra imperial contra Francia; a la cabeza estaba el Elector Federico Guillermo I de Brandeburgo y el joven elector Carlos Emilio, quien estaba entusiasmado con la guerra. La campaña pronto se vio envuelta en maniobras incesantes, con el mando imperial de Bournonville, quien por alguna razón, rehuía un conflicto militar en lugar de buscarlo.
Llegó un otoño húmedo y frío, lo que provocó escasez de suministros y problemas higiénicos, lo cual aumento las bajas por enfermedad de las tropas del electorado. Un chambelán, Dietrich von Buch, escribió en su diario que el príncipe electoral
"Asumió su deber con tanta diligencia mañana y noche, visitaba constantemente el campamento, especialmente a los enfermos, conducía a la gente a trabajar en los atrincheramientos él mismo y hacía todo con... mucho celo y buenos modales".
Carlos Emilio enfermó a finales de noviembre y fue llevado a Estrasburgo a principios de diciembre. Después de siete días de fiebre creciente, murió de disentería. Los restos del joven príncipe descansan en la Catedral de Berlín.